# Стівен Лі Сміт
Стівен Лі Сміт (англ. Steven Lee Smith; народ. 1958) — астронавт НАСА. Здійснив чотири космічні польоти на шаттлах: STS-68 (1994, «Індевор»), STS-82 (1997, «Діскавері»), STS-103 (1999, «Діскавері») і STS-110 (2002, «Атлантіс»), здійснив сім виходів у відкритий космос.

## Особисті дані
Стівен Сміт народився 30 грудня 1958 року в місті Фінікс, штат Аризона, але своїм рідним вважає місто Сан-Хосе, штат Каліфорнія, де в 1977 році закінчив середню школу. У 1981 році отримав ступінь бакалавра в галузі електротехніки в Стенфордському університеті, біля міста Пало-Альто (60 км на південь від Сан-Франциско), в серці Кремнієвої долини, штат Каліфорнія, США. У цьому ж Університеті в 1982 році отримав ступінь магістра наук в області електротехніки та в 1987 році — ступінь магістра в галузі бізнес-адміністрування.
Одружений, має двох дітей. Захоплюється плавання з аквалангом, подорожами та баскетболом.
З 1982 по 1985 рік займався розробкою напівпровідникових елементів в корпорації IBM. З 1987 по 1989 рік працював у відділі Апаратних засобів ЕОМ. У 1991 році перейшов на роботу в Центр космічних досліджень імені Джонсона, в Х'юстоні, штат Техас.

## Кар'єра в НАСА
У березні 1992 року був зарахований до загону НАСА в складі чотирнадцятого набору, кандидатом в астронавти. Проходив навчання за курсом загальнокосмічної підготовки (ОКП). Після закінчення курсу, в серпні 1993 року отримав кваліфікацію «фахівець польоту» і призначення в Офіс астронавтів НАСА. З квітня по листопад 1993 року займався питаннями: головні двигуни шаттла, твердопаливні ракетні прискорювачі, зовнішній бак і безпека польотів астронавтів. У вересні 1993 року в списку для отримання польотного завдання Сміт став першим.

### Перший політ - STS-68, шаттл "Індевор"
З 30 вересня по 11 жовтня 1994 року у якості «фахівець польоту». Другий політ шаттла з космічною радарною лабораторією (SRL-2), яка призначена для відпрацювання системи всепогодного радіолокаційного зондування. Тривалість польоту склала 11 діб 5 годин 47 хвилин.

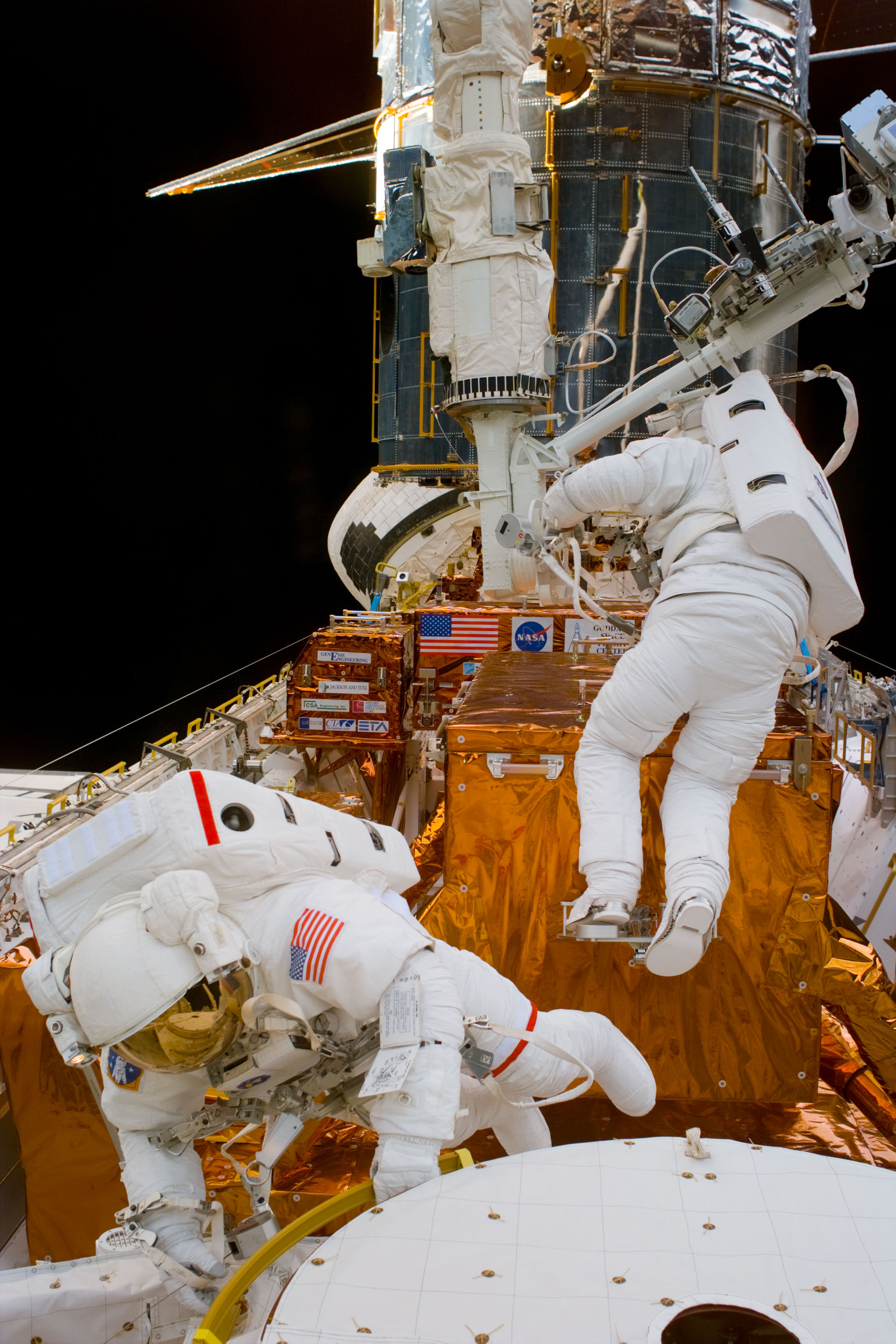
STS-82,політ до космічного телескопу «Габбл» (Сміт справа)

### Другий політ - STS-82, шаттл "Діскавері"
З 11 по 21 лютого 1997 року як «фахівець польоту». Мета другого польоту до телескопа - проведення технічного обслуговування і заміна наукових приладів на космічному телескопі "Габбл". Під час польоту зробив три виходи у відкритий космос: 14 лютого 1997 року, тривалість - 6 годин 42 хвилини, 16 лютого - 7 годин 11 хвилин, 18 лютого - 5 годин 17 хвилин. Тривалість польоту склала 9 діб 23 години 38 хвилин.

### Третій політ - STS-103, шаттл "Діскавері"
З 20 по 28 грудня 1999 року у якості «фахівець польоту». Мета польоту - ремонт і дооснащення космічного телескопа «Габбл». За час польоту було скоєно три (із запланованих чотирьох) виходів у відкритий космос (загальною тривалістю 24 години 33 хвилини), які стали другим, третім і четвертим виходами по тривалості в історії космічної програми (рекордний вихід був здійснений в 1992 році, під час польоту STS -49). Під час польоту зробив два виходи у відкритий космос: 22 грудня 1999 року, тривалість - 8 годин 15 хвилин. Основне завдання: демонтаж і заміна 2-го, 3-го і 1-го блоків гіроскопів. Вихід був запланований на 6 годин 15 хвилин, але виявився другим за тривалістю в історії космічної програми (перший в травні 1992 року під час польотів STS-49 - 8 годин 29 хвилин). 24 грудня - 8 годин 8 хвилин. Заміна передавача SSAt-2, установка записуючого пристрою SSR-3. Стівен Сміт за підсумками виходів набрав 35 годин 33 хвилини позакорабельної діяльності і вийшов на друге місце в США після Джеррі Росса (44 години 11 хвилин). Тривалість польоту склала 7 діб 23 години 12 хвилин.

### Четвертий політ - STS-110, шаттл "Атлантіс"
З 8 по 19 квітня 2002 року у якості «фахівець польоту». У польоті Атлантіс STS-110 були вперше встановлені три основних двигуна SSME останньої модифікації Block II. Основним завданням польоту була доставка на Міжнародну космічну станцію (МКС) центральної секції S0 основної ферми, мобільного транспортера MT (англ. Utility Transfer Assembly - UTA) та вантажів. Під час польоту зробив два виходи у відкритий космос: 11 квітня 2002 року, тривалість - 7 годин 48 хвилин, Стівен Сміт і Рекс Уолхайм, фіксація секції ферми S0 і 14 квітня - 6 годин 27 хвилин, Стівен Сміт і Рекс Уолхайм, перемикання живлення маніпулятора SSRMS на мережу S0. Тривалість польоту склала 10 діб 19 годин 44 хвилини.

### Після польотів
З 2000 по 2001 рік працював заступником Начальника Відділу астронавтів НАСА. У листопаді 2007 року був призначений відповідальним за координацію робіт за програмою МКС між НАСА і Європейським космічним агентством (ЄКА).

## Нагороди
Медаль «За космічний політ» (1994, 1997, 1999 і 2002), медаль «За видатне лідерство», медаль «За виняткові заслуги».